# Közönséges négyszeműcincér
A közönséges négyszeműcincér (Tetrops praeustus) a cincérfélék családjába tartozó, Eurázsiában és Észak-Amerikában honos, lombos fákon élő bogárfaj. 

## Megjelenése
A közönséges négyszeműcincér testhossza 3-6 mm. Előháta felülről nagyjából négyzetes, szárnyfedőinek oldalvonalai szinte végig párhuzamosak. Teste fekete színű, szárnyfedői sárgák, a végük fekete vagy barna. Az elülső lába sárga, a középső és hátulsó láb nagyrészt fekete vagy barna. A szárnyfedők pontozása, főleg az oldalakon és a csúcs felé, finomabb, szőrözete is általában kissé rövidebb. 
Közeli rokonaitól (T. gilvipes; T. praetermitus; T. peterkai) csak szakértő tudja megkülönböztetni.

## Elterjedése és életmódja
Eurázsiában őshonos az Ibériai-félszigettől Kis-Ázsián keresztül a Kaukázusig, illetve Nyugat-Szibériáig. Délkelet-Kanadába behurcolták. Magyarországon országszerte elterjedt, gyakori faj. 
Lárvája különféle lombos fák és cserjék (főleg rózsafélék: szilva, alma, körte, galagonya, kökény, zelnicemeggy, vadrózsa; de kecskerágó, tölgy, szil, hárs, stb. is) meggyengült, elhalóban lévő vékony gallyaiban él a kéreg alatt. Fejlődése egy vagy két évig tart, majd tavasszal a fában bebábozódik. Az imágó áprilistól júliusig rajzik, főleg tápnövényeinek levelein, virágain tartózkodik. 

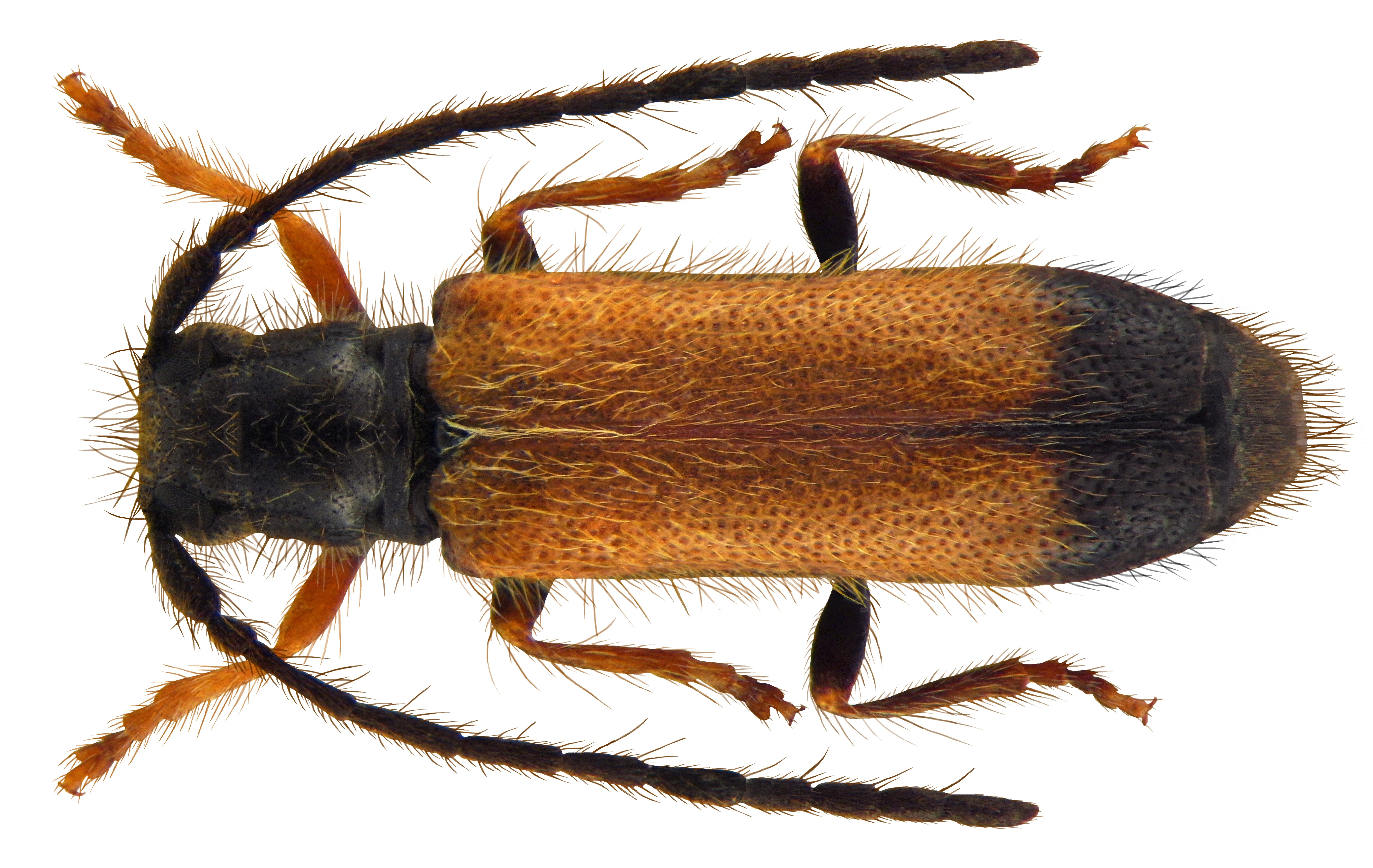
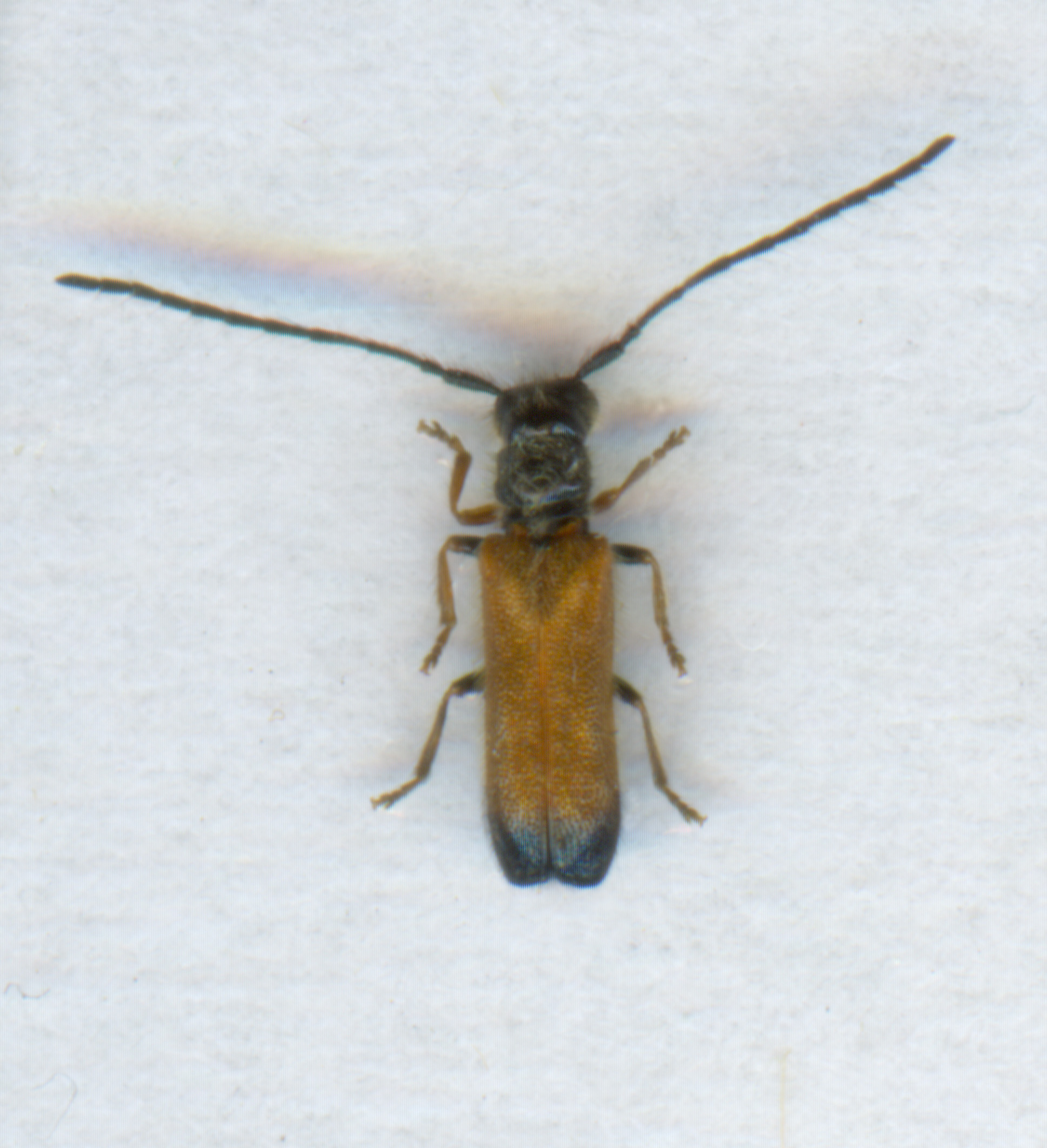
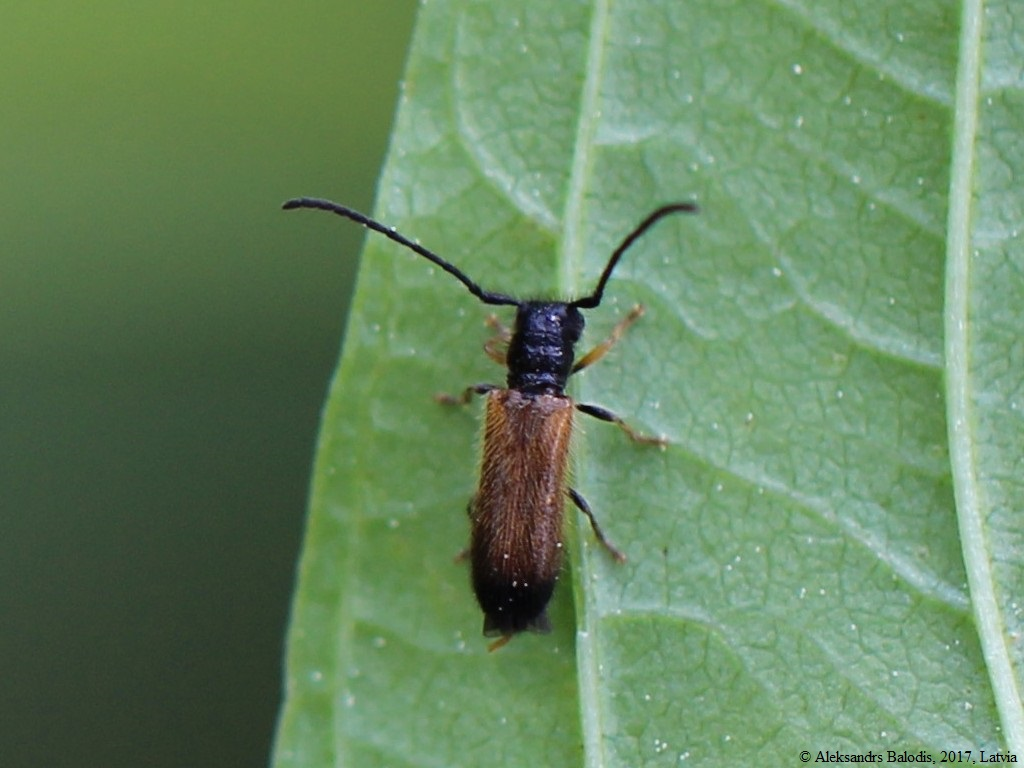
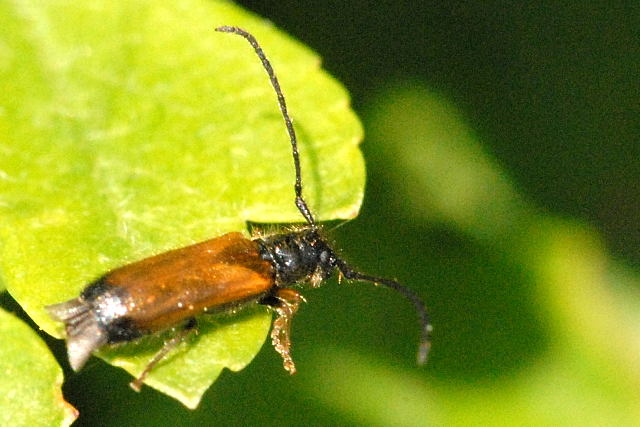
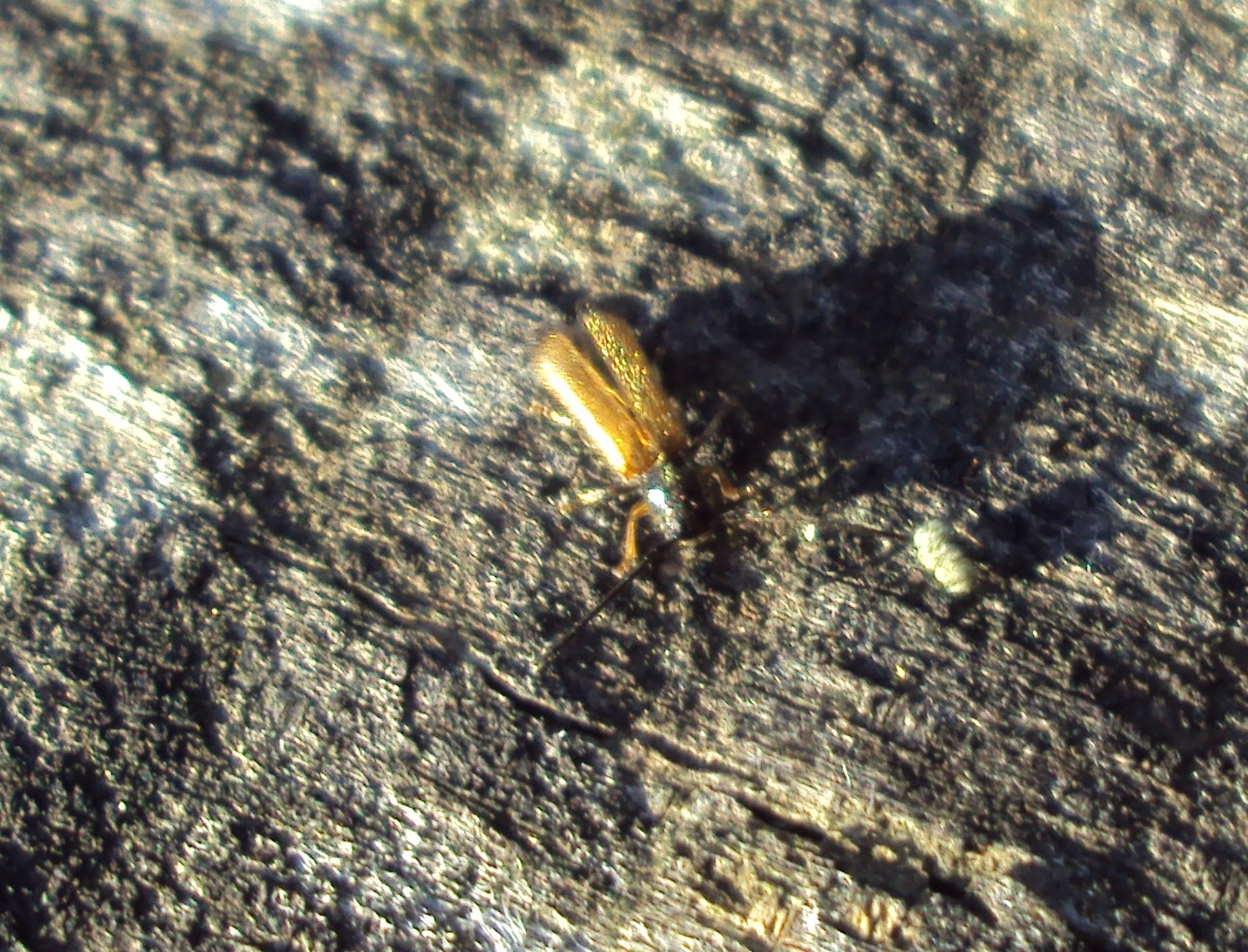

Magyarországon nem védett.